# Ethel Clayton
Pour les articles homonymes, voir Clayton.
Ethel Clayton est une actrice et chanteuse américaine, née le 8 novembre 1882 à Champaign (Illinois) et morte le 6 juin 1966 à Oxnard (Californie).

## Biographie

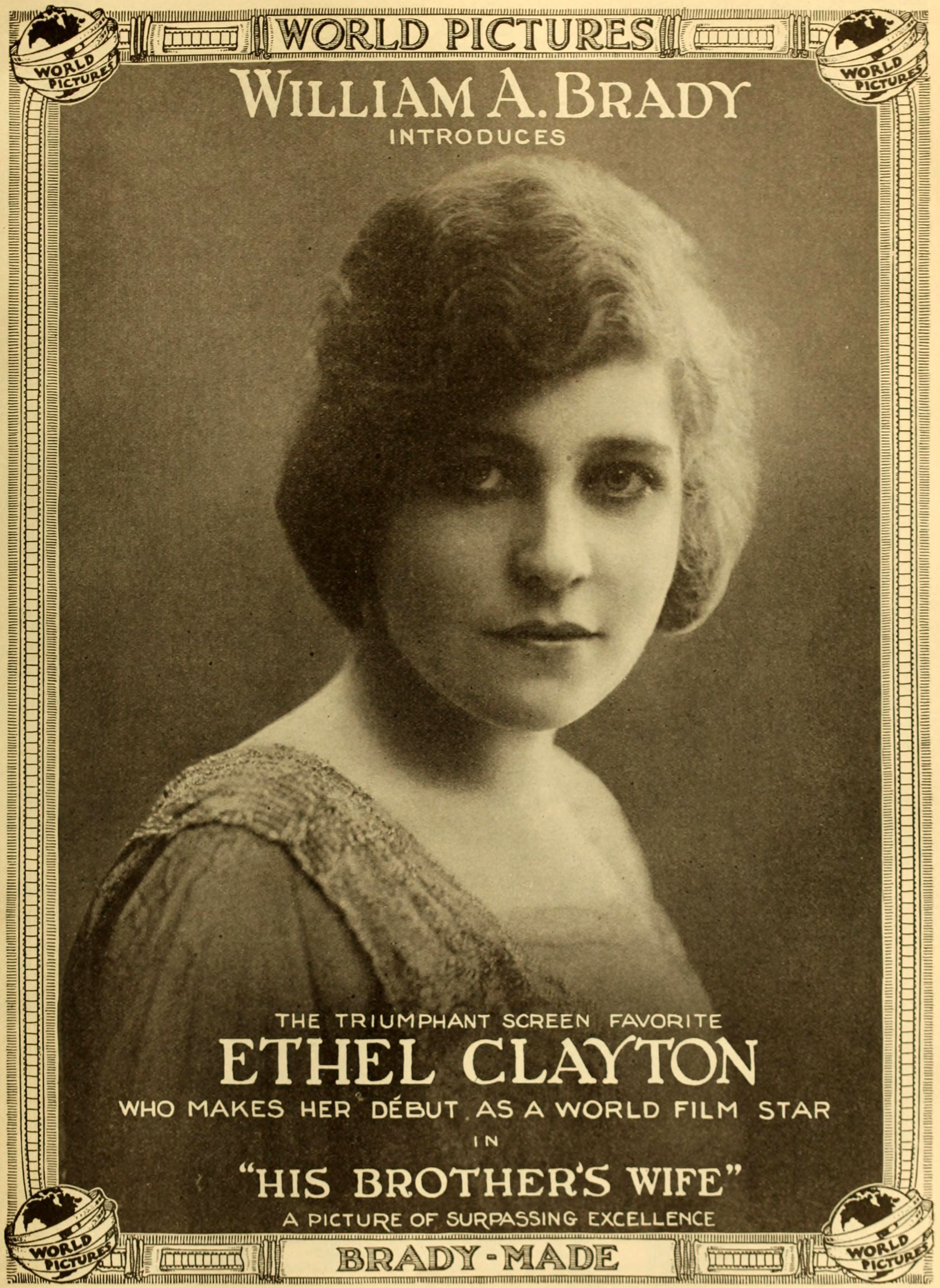
Poster promotionnel pour His Brother's Wife (1916)

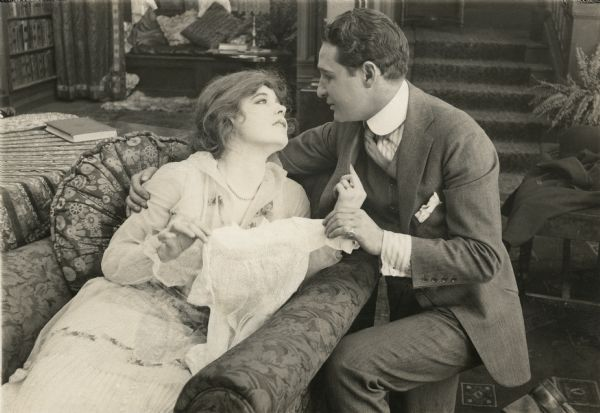
Avec son époux Joseph Kaufman, dans A Woman Went Forth (1915)

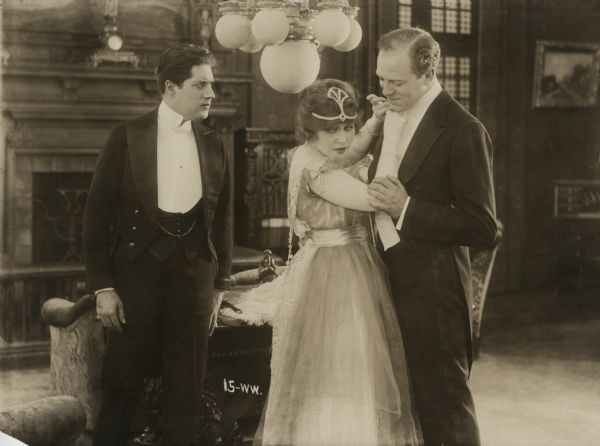
Avec Carlyle Blackwell (à g.) et Montagu Love, dans A Woman's Way (1916)

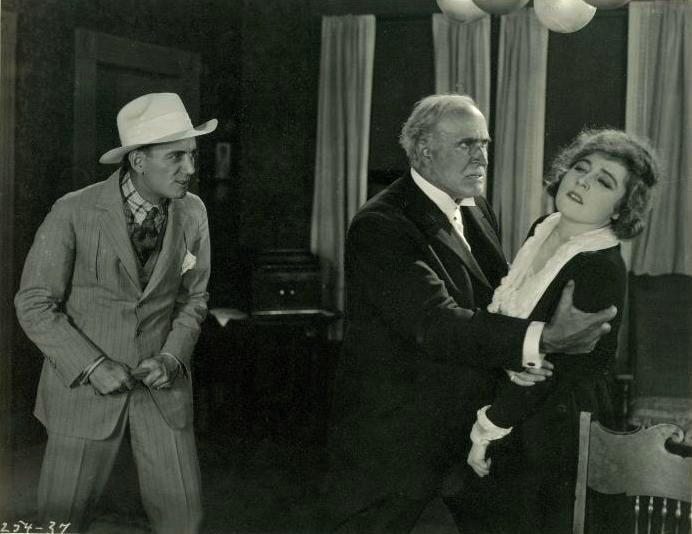
Avec Charles West (à g.) et Theodore Roberts, dans Le Sauveur (1918)

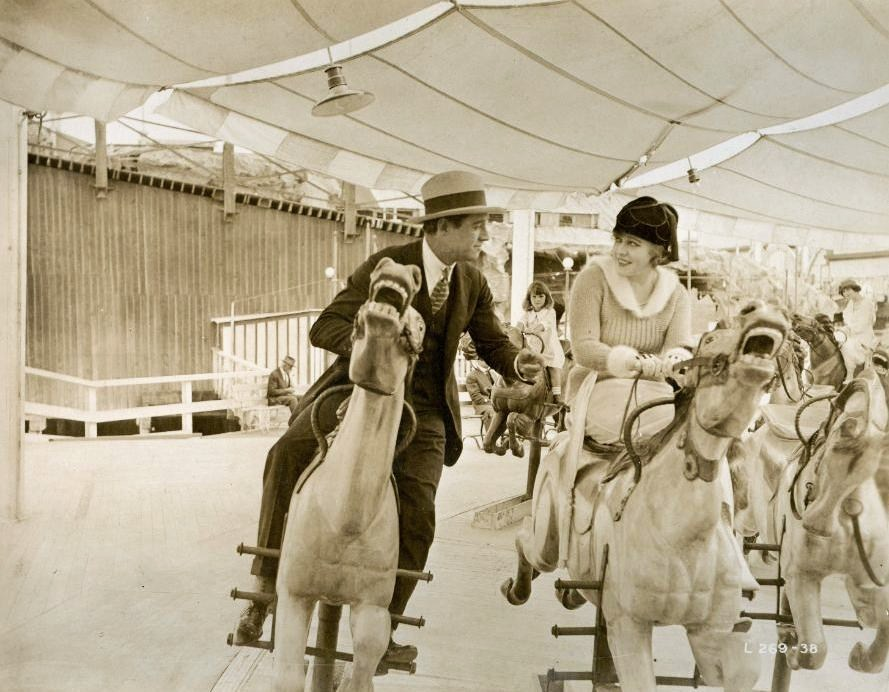
Avec Elliott Dexter, dans Maggie Pepper (1919)

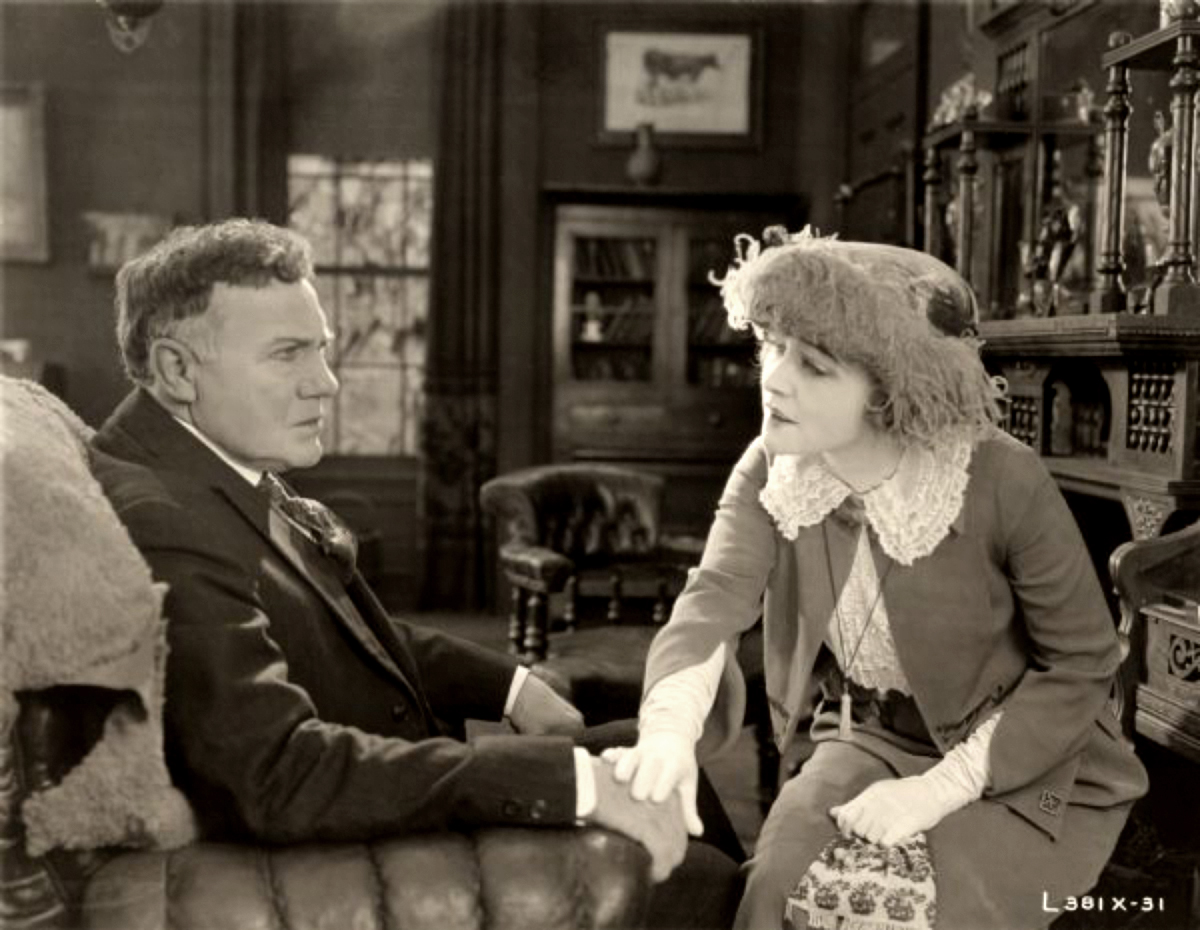
Avec Charles K. French, dans Beyond (1921)

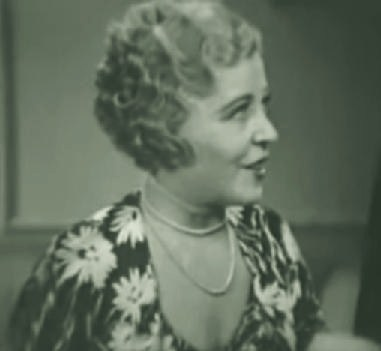
Dans Rich Relations (1937)

Au théâtre, Ethel Clayton joue et chante à Broadway (New York) entre 1909 et 1918, dans deux pièces, la revue Ziegfeld Follies de 1911 (avec Fanny Brice), et quatre comédies musicales (dont Nobody Home en 1915, sur une musique de Jerome Kern, avec Marion Davies).
Au cinéma, à partir de 1909, elle contribue à de nombreux courts métrages muets jusqu'en 1915, ainsi qu'à des longs métrages, dont Beyond (en) de William Desmond Taylor (1921, avec Charles Meredith). Son dernier film muet est Maman de mon cœur (1928, avec Belle Bennett et Neil Hamilton) de John Ford, sous la direction duquel elle avait déjà tourné Sa nièce de Paris (1925, avec Madge Bellamy et J. Farrell MacDonald).
Après le passage au parlant, Ethel Clayton apparaît encore comme second rôle de caractère ou en tenant des petits rôles non-crédités, le dernier dans Les Exploits de Pearl White de George Marshall (1947, avec Betty Hutton et John Lund).
Au sein d'une filmographie comprenant au total près de deux-cents films américains, citons également Thrill of Youth de Richard Thorpe (1932, avec June Clyde et Allen Vincent), Secrets de Frank Borzage (1933, avec Mary Pickford et Leslie Howard) et Une nation en marche de Frank Lloyd (1937, avec Joel McCrea et Frances Dee).
Depuis 1960, pour sa contribution au cinéma, une étoile lui est dédiée sur le Walk of Fame d'Hollywood Boulevard.

## Théâtre à Broadway (intégrale)
- 1909 : His Name on the Door, pièce de Lawrence Mulligan
- 1911 : Ziegfeld Follies of 1911, revue produite par Florenz Ziegfeld, musique Maurice Levi et Raymond Hubbell, lyrics et livret de George V. Hobart : Ziegfeld Girl
- 1912 : The Brute, pièce de Frederic Arnold Kummer
- 1914 : The Red Canary, comédie musicale, musique d'Harold Orlob, lyrics de Will B. Johnstone, livret de William Le Baron et Alexander Johnstone : Chorus Girl
- 1915 : Nobody Home, comédie musicale, musique de Jerome Kern, lyrics et livret de Guy Bolton et Paul Rubens : Clarice Carrington
- 1917 : You're in Love, comédie musicale, musique de Rudolf Friml, lyrics et livret d'Otto Hauerbach et Edward Clark : Chorus Girl
- 1918 : Fancy Free, comédie musicale, musique et lyrics d'Augustus Barratt, livret de Dorothy Donnelly et Edgar Smith (en) : Vera La Mont

## Filmographie partielle
- 1909 : Justified de Tom Ricketts
- 1913 : Friend John de Arthur V. Johnson : Ruth Rogers
- 1914 : The Catch of the Season de Harry Myers : Frances Dean
- 1915 : The Great Divide de Edgar Lewis : Ruth Jordan
- 1915 : A Woman Went Forth de Joseph Kaufman[1] : Ethel Rogers
- 1916 : His Brother's Wife de Harley Knoles : Helen Barton
- 1916 : A Woman's Way de Barry O'Neil : Marion Livingston
- 1917 : The Web of Desire de Émile Chautard : Grace Miller
- 1917 : The Stolen Paradise de Harley Knoles
- 1918 : Le Sauveur (The Girl Who Came Back) de Robert G. Vignola : Lois Hartner
- 1919 : Maggie Pepper de Chester Withey : Maggie Pepper
- 1919 : Men, Women, and Money de George Melford
- 1920 : Young Mrs. Winthrop (en) de Walter Edwards : Constance Winthrop
- 1920 : L'Antiquaire (Crooked Streets) de Paul Powell : Gail Ellis
- 1920 : The Sins of Rosanne de Tom Forman : Rosanne Ozanne
- 1921 : Possession (The Price of Possession) de Hugh Ford : Helen Carston
- 1921 : La Douloureuse Étape (Wealth) de William Desmond Taylor : Mary McLeod
- 1921 : Beyond de William Desmond Taylor : Avis Langley
- 1921 : Sham de Thomas N. Heffron : Katherine Van Riper
- 1922 : Le Scrupule (Her Own Money) de Joseph Henabery : Mildred Carr
- 1922 : If I Were Queen de Wesley Ruggles : Ruth Townley
- 1922 : Le Berceau (The Cradle) de Paul Powell : Margaret Harvey
- 1923 : Can a Woman Love Twice? de James W. Horne : Mary Grant
- 1925 : Vivre sa vie (Wing of Youth) de Emmett J. Flynn : Katherine Manners
- 1925 : Sa nièce de Paris ou Extra Dry (Lightnin’) de John Ford : Margaret Davis
- 1925 : The Mansion of Aching Hearts de James P. Hogan : Pauline Craig
- 1926 : The Bar-C Mystery de Robert F. Hill : Mme Lane
- 1926 : Son premier succès (Sunny Side Up) de Donald Crisp : Cissy Cason
- 1926 : Risky Business de Alan Hale : Mme Stoughton
- 1927 : The Princess on Broadway de Dallas M. Fitzgerald : Mme Seymour
- 1928 : Maman de mon cœur (Mother Machree) de John Ford : Mme Cutting
- 1930 : Hit the Deck de Luther Reed : Mme Payne
- 1932 : Hotel Continental de Christy Cabanne : Mme Underwood
- 1932 : Thrill of Youth de Richard Thorpe : Alice Fenwick
- 1932 : The Crooked Circle (en) de H. Bruce Humberstone : Yvonne
- 1933 : Secrets (titre original) de Frank Borzage : Audrey Carlton
- 1933 : The Whispering Shadow de Colbert Clark et Albert Herman (serial) : la comtesse Helen
- 1937 : Place aux jeunes ou Au crépuscule de la vie (Make Way for Tomorrow) de Leo McCarey : une cliente
- 1937 : Rich Relations de Clifford Sanforth : Mme Blair
- 1937 : Âmes à la mer (Souls at Sea) de Henry Hathaway : une passagère
- 1937 : Une nation en marche (Wells Fargo) de Frank Lloyd : une pionnière
- 1938 : Les Flibustiers (The Buccaneer) de Cecil B. DeMille : une femme choisissant des parfums
- 1938 : Casier judiciaire (You and Me) de Fritz Lang : une employée de l'agence d'embauche
- 1938 : Le Roi des gueux (If I Were King) de Frank Lloyd : une vieille femme
- 1938 : Les Bébés turbulents (Sing You Sinners) de Wesley Ruggles
- 1939 : Ambush de Kurt Neumann : une cliente de la banque
- 1939 : Le Roi de Chinatown (King of Chinatown) de Nick Grinde
- 1941 : West Point Widow de Robert Siodmak : une infirmière
- 1942 : Uniformes et Jupons courts (The Major and the Minor) de Billy Wilder : une invitée au bal des cadets
- 1947 : Les Exploits de Pearl White (The Perils of Pauline) de George Marshall : Lady Montague

## Note et référence
1. ↑  Jusqu'à sa mort prématurée en 1918, Joseph Kaufman est le premier époux d'Ethel Clayton ; en 1928, celle-ci épouse en secondes noces Ian Keith, dont elle divorce en 1931 (voir IMDb ci-dessus).